# Concile de Clermont (1130)
Pour les articles homonymes, voir Concile de Clermont.
Le concile de Clermont est le concile qui s'est tenu en 1130 à l'initiative d'Innocent II en Auvergne, dans la ville de Clermont (aujourd'hui Clermont-Ferrand, à la suite de sa fusion avec sa rivale, Montferrand) . Si ce concile est notoire pour avoir interdit la pratique du tournoi, la chevalerie française n'en tint aucun compte.

## Contexte
Ce concile se réunit au moment où le goût des tournois va vers son apogée, les années 1125-1225. La papauté condamnait ces populaires joutes martiales car « elle y voyait un péril pour la vie des jouteurs mais surtout pour leur âme » : outre l'excommunication, le chevalier tué dans l'affrontement était privé de sépulture chrétienne.
Ces décisions étaient sans effet sensible et les deux conciles suivants (Latran II et Latran III) rappelèrent cette interdiction sans plus de succès.
En outre, le pape explique que seuls les laïcs pourront exercer le métier de chirurgiens. En effet, les médecins clercs peuvent soigner les malades (seulement par la palpation et l'observation des urines), mais ne peuvent entrer en contact avec le sang, selon la maxime : « ecclesia abhorret a sanguine ».